# Вагай
Вага́й — река в Тюменской области, левый приток Иртыша.
Длина реки — 555 км, площадь бассейна — 23 тыс. км². Протекает по территории Омутинского, Голышмановского, Аромашевского и Вагайского районов Тюменской области.
Питание снеговое, весной сильно разливается, летом мелеет. Среднегодовой расход воды — 8,23 м³/с (у деревни Нововыигрышная). Крупнейшие притоки — Балахлей, Агитка (правые), Ашлык (левый). Долина Вагая густо заселена, но крупных населённых пунктов нет. В верховьях по долине проходит железнодорожная ветка Тюмень — Омск (часть Транссиба).
Вагай впадает в Иртыш слева, на его 729 км от устья.

## Притоки
- 23 км: Слепышиха[исп.]
- 43 км: Ашлык
- 70 км: Агитка
- 164 км: Янтарь
- 201 км: Яузяк
- 254 км: Илиней
- 261 км: Балахлей
- 277 км: река без названия
- 301 км: река без названия
- 316 км: Митеневка
- 321 км: Батурино
- 361 км: Киршиха
- 378 км: Смородиновка[исп.] (в верховье Камышинка)
- 388 км: Боровлянка[исп.] (в верховье Бобровка)
- 391 км: Суэтяк
- 425 км: Емец
- 456 км: Боровлянка[исп.]
- 481 км: Лама[исп.]
- 496 км: Солоновка[исп.]
- 504 км: Краснояр
- 510 км: Каш
- 529 км: Окуневка
- 539 км: Крутая

## История

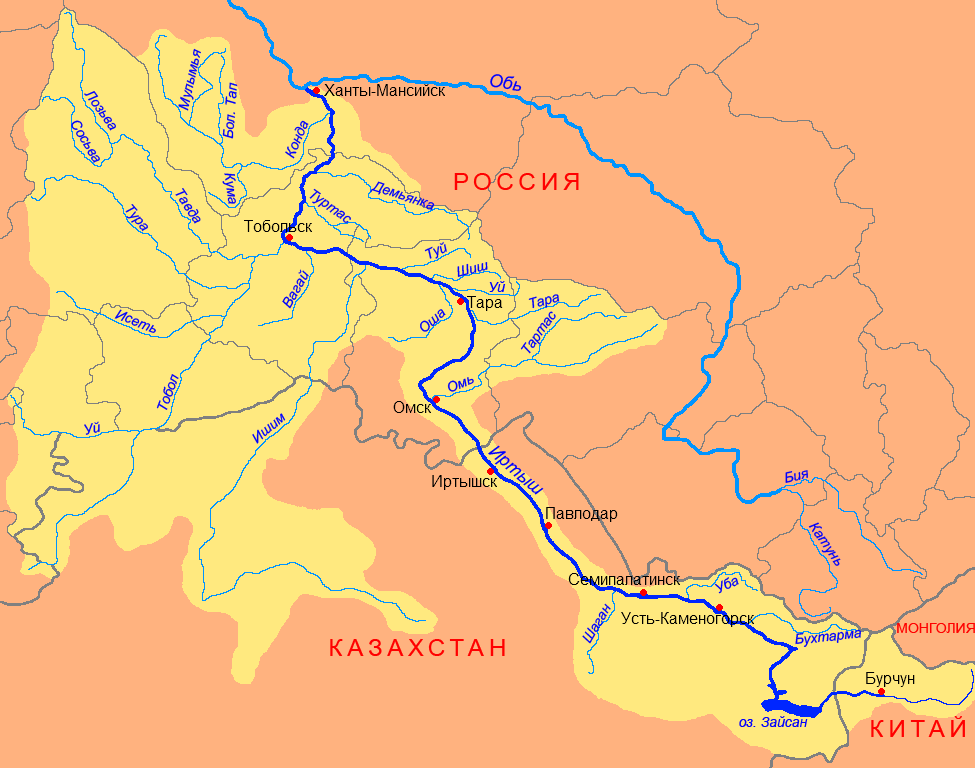
Бассейн Иртыша

В устье реки (ныне называемым Ермакова заводь) погиб Ермак. В 5 км от фактического впадения реки Вагай в Иртыш находится рукотворное устье (называемое в народе «прорва»), прокопанное до начала 1960-х годов для удобства лесосплава. В этом месте расположено село Вагай — административный центр Вагайского района.
Система водного объекта: Иртыш → Обь → Карское море.

## Данные водного реестра
По данным государственного водного реестра России относится к Иртышскому бассейновому округу, водохозяйственный участок реки — Иртыш от впадения реки Ишим до впадения реки Тобол, речной подбассейн реки — бассейны притоков Иртыша от Ишима до Тобола. Речной бассейн реки — Иртыш.
Код объекта в государственном водном реестре — 14010400112115300012465.